# 歷史教育
歷史教育指一國就着自身國家及世界歷史進行相關教育活動的總稱。

## 發展史
歷史是「指人類社會過去的事件和行動」，而教育則是透過傳播人類知識，達致「個體社會化和社會個性化的社會實踐活動」。故此由古代開始，教育與歷史本身已經是不可劃分。中外先哲很早已經發現和使用歷史作爲其教育工具。 
在中國，萬世師表孔子經常使用歷史事件來說明其見解，在《論語・泰伯》篇末，孔子講述了堯、舜、禹的事蹟，藉此展示其自身的看法。他亦修訂魯《春秋》，在字裏行間顯示對人物、事件的評價，後世稱爲「春秋筆法」。如此的舉動是典型歷史教育的行爲。
後世亦秉承此傳統，在漢代司馬遷編寫了《史記》以降，中國歷代修史的活動非常興盛。除了私人編撰的歷史，亦有官方編撰的史書，而在漢武帝獨尊儒術後，官方史書均大概秉承着同一套思維體系。中國古代文史哲不分家，甚至有「六經皆史」的說法，而且要進入官場必須受儒學教育，如此中國古代的歷史教育亦是明確的儒家教育。
如此模式亦在唐代開始的科舉制體系化。科舉制度沿用千年，其中考核的內容雖然數有更動，但儒學經典，先哲的事蹟言論亦累世傳頌，去到明清以八股取士更開宗明義要代「聖人立言」，是故符合儒家敘事的歷史亦在教育體系中一直傳揚。 此等行爲並不限於對士人，歷史作爲教育的材料，對象可以涵蓋整個朝廷，宋代司馬光的《資治通鑑》則是爲皇帝編修，作者透過此書向皇帝道明維持政權穩定的條件。可見中國一直擁有運用歷史作爲教育材料的傳統。 

直到西學東漸，西方的學術架構開始傳入中國，中國才開始將歷史學科獨立出來。而在中國近代頒佈並施行的第一個課程綱要是1904年的《癸卯學制》，亦標明了歷史教育的重點：
現定各學堂課程，於中國向有之經學、史學、理學及詞章之學，並不偏廢，且講讀研求之法，皆有定程，較向業科舉者，尤加詳備。
在民國建立後，首個學制《壬子癸丑學制》亦訂明歷史爲高等小學以上需要研讀的科目。而歷史科亦很早被賦予愛國教育爲核心作用的思想。梁啓超早在1902年已經在其〈中國之舊史〉一文中指出：
於今日泰西通行諸學科中，為中國所固有者，惟史學。史學者，學問之最博大而最切要者也，國民之明鏡也，愛國心之源泉也。今日歐洲民族主義所以發達，列國所以日進文明，史學之功居其半焉。
如此亦見到中國一早已經理解到歷史對於國民的影響，而在民國建立後，不同人士、不同年代編撰的歷史教材亦顯示其意識形態，影響了一代又一代的學子。而在華人社會的三個重要族羣，中國大陸、臺灣和香港則各自因爲自身的歷史背景，族羣之間的意識形態不同而有不同的歷史教育側重點，歷史教育長期以來均會成爲具爭議性的教育課題。
歷史教育在西方亦受到重視，自19世紀國家教育制度的建立以來，建構民族情感是歷史教育的重點內容，在近代教育分科別類之後，「歷史科」在大部分國家中都能夠成爲一個獨立科目。在英國，雖然歷史教育去到20世紀末前均沒有國家課程，但是英國的歷史教育則着重培養「好公民」，而其教授的歷史則是歷久不變且顯得有些僵化的內容。去到20世紀開始，「新歷史科」的呼聲越演越烈，推動這些運動的學者建議大力改革歷史科，引入更多歷史思考方法及能力，此後則引發內容和技能之間的爭議。
而在美國的歷史科的地位在19世紀末相當崇高，但從20世紀開始，歷史科的地位逐漸下降。在1916年出爐的《中學社會學習教育》報告中指明社會學習科目的課程重心應該放在當代議題、社會問題和近代歷史上。教導過往的事件的歷史科自然受到衝擊，當然，美國國內亦有不同的勢力影響歷史教育的思潮。
其中兩種最顯著的思潮是「傳統論者」和「進步論者」，前者的支持者認爲學校課程應該致力維繫西方經典文化傳統不墜，而後者則認爲學校要回應社會的需要。大體而論，當國際情勢不穩定，國家意識提高時，典型例子如二戰時期，傳統取向的課程觀點更獲重視，歷史教育的重要則能夠提高。而去到1980年後，認爲美國教育亟需改革、強化普世主張，提高歷史科地位的呼聲則越見越烈。歷史教育去到1990年代儼然成爲美國國內不同意識形態的爭奪點。

## 分類
一般而言，歷史教育可以分爲兩個形式，教育課程內和課程外。社會向其人民傳遞歷史故事及其蘊含的價值觀，雖然不在任何教育機構中進行，已經可以被視爲歷史教育的一個形式。

## 內容
歷史作爲一個教育科目，與其他如經濟、物理、化學等科目不同，歷史科目的內容會隨着不同國家有截然不同的內涵。而且歷史科會按着當時社會的風氣、文化、意識形態的改變而有很大的改變，所以歷史科在不同國家都是頗爲具爭議性的教育課題。

### 課程
在現今社會，進行系統化歷史教育的場景是在學校的學科課堂內，而學科課堂就需要有一個課程去建立教學架構。而在歷史教學中，是否存在一個課程，或者課程是由誰去規劃，已經會顯示出這些課程內容的特色。例如長期以來，英國的歷史科目均不設國定課程，要去到1991年才出現第一個國定課程。美國在1990年代訂立「全國歷史標準」課程更在社會中引起軒然大波，認爲歷史被政治化，而且即使課程在1996年頒佈，但是否實施卻由各州自行決定。中國和香港則由政府頒佈課程，而全面實行課程。
多數歷史科課程規定了歷史教學的知識、技能和態度，亦講明課程在教育體系中的用處。在設有公開考試的國家或地區，課程的範圍亦影響了整個社會對於歷史的看法，甚至無形中勾勒了大衆社會對於歷史的印象。由於課程規定了教學時數，亦訂定了考核範圍，如此對於科目的重要性起到關鍵作用。比如香港就在2017年的政府《施政報告》規定了中國歷史科在初中教學中列爲獨立的必修科目，目的是回應社會和立法會的訴求，當然亦有聲音指政府希望透過列爲必修而推廣愛國教育。
在學校中傳授的歷史有何用處，不同學者有不同的看法，但是英美的在20世紀發展趨勢都說明了一個共同的趨向，就是「學校中的歷史理應承載政治功能和社會責任」。此舉說明了歷史教育隸屬學校教育，而學校教育無法與政治和社會情況割離。 然而，如此的想法在20世紀後期開始遭到批評，因爲如此的想法將歷史教育工具化，無視了「歷史」本身的內容，不利學生進行多面向的歷史思考，故此有學者認爲不能將歷史教育先訴諸個人或者社會目的，而應該將科目核心的內涵、思考方式和方法傳遞予學生。香港在2020年的歷史科試題存廢問題，就是這一個論爭的明顯例子。

### 知識
人類歷史綿長，遺留着很多文字或者出土文物，均可以作爲歷史教育的材料。然而在有限的課時中，如何把自身國家地區，或甚將世界的歷史教授予學生。知識取材就成爲歷史教育一個重要的考慮點。
選取哪些歷史事件施教，是重要的歷史教學問題。特別對於一些文明累積較爲深厚，而且文獻連篇累贅的國家如中國或英國，選取課題的難度就比1776年才立國的美國要來得困難。多數國家都認爲近代史，比古代史重要，因爲前者對學生的生活影響更大，所以很多國家的課程內容均會採取「詳近略遠」的施教模式。
歷史知識亦非常多樣，牽涉經濟、文化、軍事、政治、以至環保等內容，都可以成爲歷史教學的內容。在學校的歷史教育主要選用政治史的內容以建立一個敘事的骨幹。有些地區如香港會選取一個時代較爲重要的政治制度、特色去重點講述。長久以來重視政治史的歷史教學傳統，亦屢次成爲討論話題，批評者認爲聚焦政治史，會失卻很多重要知識，而且漠視歷史洪流中的多元化，而且歷史政治事件與學生的羣體亦多無關，支持者則認爲政治史是歷史的骨幹，有更多歷史思考的內容。學習應該由自身社羣開始推展出去，所以英美亦曾經更爲重視施教社羣歷史，臺灣最新的108課綱更以同心圓的方式顯示此點。然而百花齊放，由各校自決歷史教學內容的做法，亦引來不少批評。批評者認爲按着教師興趣和能力去選取教學內容，無助建立民族感情，亦無法建立歸屬感。
其次，對於一些歷史事件的評價，在學術界別或未有定論，更甚者，若某些歷史事件的評價極具政治爭議，此類事件一旦需要在歷史課程中涵蓋，就會成爲爭議的地方。例如在中國、臺灣，對於何者帶領中國戰勝二次大戰，則有截然不同的論述。又例如在香港，六四事件是否仍然能夠在歷史課堂中施教，已經成爲政治事件，課題內容、教科書的描述類似成爲社會討論的熱話。又例如南京大屠殺的歷史評價，在中國、日本，或者在日本國內的不同評價已經成爲政治事件。
而很多地區的歷史教學課程，則成爲各方勢力妥協之下的產物，導致課程規模龐大，課程內容龐雜，學生需要背誦大量資訊等問題。

### 技能
歷史教育牽涉傳授一些技能，是較爲近代的說法。傳統而言，歷史教學是把民族或者社羣歷史傳遞下去的過程，其中牽涉的主要是情感上感受和知識上的內容。然而，歷史學是一門專業學科，有其獨立而且重要的技能。

研習歷史，需要掌握不同的技能，這些技能亦需要因應學生的程度進行調節。歷史教學，會牽涉一些比較抽象的能力，不同學者或者課程均列舉不同的技能，諸如英國在2013年的課程列出了一些有關歷史科目的關鍵概念：

- 時序理解（chronological narrative）
- 延續與變遷（continuity and change）
- 原因和結果（cause and consequence）
- 類同、差異和意義（similarity, difference and significance）
- 歷史視野下的連繫

而中國大陸的歷史課程則在2017年的新課程中列出五項核心素養：

- 唯物史觀
- 時空觀念
- 史料實證
- 歷史解釋
- 家國情懷

上述的兩個例子可以見到不同國家地區對於歷史科目的內涵、技能的看法有異有同。然而如何融入這些技能在歷史課程中普遍成爲挑戰。因爲這些技能與歷史知識在課堂中如何能夠落實，有很多考慮點，需要在有限的課時中能夠傳播知識、傳授技能，而且學童在不同的年紀大腦的發展程度亦有不同，而且歷史教育牽涉的技能較爲抽象，所以量度學生的掌握技能的程度並不容易。

### 態度
歷史教育應該傳播甚麼態度亦是極具爭議性的課題。英美一些學者認爲歷史教育屬於學校教育，而學校教育需要延續和鞏固國家乃至社會體制的目的。所以在西方社會，例如英國、美國，歷史課程均會傳遞民主、自由等西方核心價值的思維予學生。而且在西方社會越漸開放的現代，歷史教育會被賦予加強集體認同、提升公民文化素質等作用。而中國自古亦重視以史爲鑑的作用，希望透過研習先賢的歷史去匡助社會，更甚者在中國大陸的歷史課程亦開宗明義需要依據唯物史觀的歷史進化路程進行論述，並且認爲歷史教育就需要建立家國情懷。
當然，西方亦有不同學者有異議，例如李彼得（Peter Lee）認爲學習歷史不一定會增強愛國心、培養公民素質，甚至提出對歷史有高度瞭解的人或會比過去更缺乏愛國精神。此說法視歷史學習爲學科的研習，透過研習人類歷史去培養特殊的思考和意識，亦在從中增進學生對人和自身的認知。此等視爲爲歷史教育提供較多具批判性的思考技能，透過提供對同一事件多角度的思考去讓學生進行思考。
然而不同國家、地區的做法會有很大不同，特別在作歷史判斷時，就難以避開政治考慮。比如西方的歷史教育如何回顧自身的殖民時代歷史；作爲多民族的中國，如何看待歷代少數民族入侵的故事；又在香港，能否在課程中討論中日戰爭討論對華優劣或甚作比較，都會在社會中引起矛盾。

## 註解
1. ↑  《論語・泰伯》：子曰：「大哉，堯之為君也！巍巍乎！唯天為大，唯堯則之。蕩蕩乎！民無能名焉。巍巍乎！其有成功也；煥乎，其有文章！」

舜有臣五人而天下治。武王曰：「予有亂臣十人。」孔子曰：「才難，不其然乎？唐虞之際，於斯為盛。有婦人焉，九人而已。三分天下有其二，以服事殷。周之德，其可謂至德也已矣。」

子曰：「禹，吾無間然矣。菲飲食，而致孝乎鬼神；惡衣服，而致美乎黻冕；卑宮室，而盡力乎溝洫。禹，吾無間然矣。」
2. ↑  語出章學誠：《文史通義》。
3. ↑  . ctext.org.   [2020-07-17].
4. ↑  . zh.wikisource.org.   [2020-07-17]. （原始内容存档于2020-07-17）.
5. 1 2 3 4 5 6 7 8 9 10 11 12 13  林慈淑. . . 臺北: 學生書局. 2010: 162–163. ISBN 978-957-15-1499-4. OCLC 815128863.
6. ↑  . www.info.gov.hk.   [2020-07-24]. （原始内容存档于2019-10-29）.
7. ↑  . paper.wenweipo.com.   [2020-07-24]. （原始内容存档于2020-10-28）.
8. ↑  中國大陸的歷史科、香港的中國歷史科課程亦清楚明確道明「詳近略遠」的目的，香港歷史科的初中課程則用較爲詳細的篇幅說明20世紀的歷史事件。香港歷史科到高中更加沒有古代史的內容。
9. ↑  課程發展議會與香港考試及評核局聯合編訂. . 香港: 香港特別行政區政府教育局. 2014: 8.
10. ↑  . 灼見名家. 2017-11-09  [2020-07-24]. （原始内容存档于2020-10-24） （美国英语）.
11. ↑  Storm.mg. . www.storm.mg. 2019-09-04  [2020-07-24]. （原始内容存档于2020-11-25） （中文（臺灣））.
12. ↑  . www.info.gov.hk.   [2020-07-24]. （原始内容存档于2019-10-30）.
13. ↑  倪清江. . 香港01. 2018-06-04  [2020-07-24]. （原始内容存档于2020-07-24） （中文（香港））.
14. ↑  . GOV.UK.   [2020-07-24]. （原始内容存档于2021-04-14） （英语）.
15. ↑  . www.moe.gov.cn.   [2020-07-24]. （原始内容存档于2021-01-20）.